# Myrmeleon (Myrmeleon) wrighti
Myrmeleon (Myrmeleon) wrighti is een insect uit de familie van de mierenleeuwen (Myrmeleontidae), die tot de orde netvleugeligen (Neuroptera) behoort. 
Myrmeleon (Myrmeleon) wrighti is voor het eerst wetenschappelijk beschreven door Banks in 1930.